# Eric Roest
Eric Roest (Maasbree, 1 november 1921 – Baarn, 21 februari 2015) was een Nederlands marineofficier en bevelhebber der Zeestrijdkrachten.

## Tweede Wereldoorlog
In de Tweede Wereldoorlog was hij een gevangene in Kamp Amersfoort, Buchenwald, Mittelbau-Dora en Ravensbrück. Hij reikte op 16 oktober 1976 het eerste Borstkruis van de Stichting Vriendenkring van oud-Natzweilers uit.

## Koninklijke Marine
Roest was officier bij de Koninklijke Marine in de periode 1945-1975. In de periode 1972-1975 was hij Bevelhebber der Zeestrijdkrachten, de hoogste operationele functie binnen de Koninklijke Marine. In deze periode had hij onder andere te maken met bezuinigingen binnen de marine. Hij werd opgevolgd door viceadmiraal B. Veldkamp.

### Loopbaan
- 1945 Luitenant-ter-zee der derde klasse
- 1946 Luitenant-ter-zee der tweede klasse
- 1952 Luitenant-ter-zee der eerste klasse
- 1961 Kapitein-luitenant-ter-zee
- 1966 Kapitein-ter-zee
- 1971 Schout-bij-nacht
- 1973 Vice-admiraal
- 1975 Eervol ontslag uit dienst[9][10]

## Militair Huis van H.M. de Koningin
- Adjudant in gewone dienst van koningin Juliana 1964-1967
- Adjudant in buitengewone dienst van koningin Juliana 1967-1976
- Chef van het Militair huis van koningin Juliana 1976-1980[10][11]
- Chef van het Militair huis van koningin Beatrix 1980-1986[12]
- Adjudant in buitengewone dienst van koningin Beatrix 1986-2013

## Persoonlijk
Hij huwde op 18 december 1947 in Soerabaja met Johanna Stuij.

## Onderscheidingen en eretekens
Vanwege vooral het meegaan op staatsbezoeken (waarbij traditioneel een uitwisseling van veel onderscheidingen plaatsvindt) ontving Eric Roest tal van onderscheidingen.
Nederland
- Groot erekruis (commandeur) in de Huisorde van Oranje.
- Ridder in de Orde van de Nederlandse Leeuw
- Commandeur in de Orde van Oranje-Nassau met de Zwaarden.
- Oorlogsherinneringskruis met gespen.
- Ereteken voor Orde en Vrede met gespen
- Verzetsherdenkingskruis.
- Onderscheidingsteken voor Langdurige Dienst als officier, 30 jaar
- Herinneringsmedaille huwelijk H.K.H. Prinses Beatrix en Z.K.H. Prins Claus
- Inhuldigingsmedaille 1980 (ter gelegenheid van de inhuldiging van Koningin Beatrix).
- Herinneringsmedaille bezoek aan de Nederlandse Antillen 1980.

Andere landen
- Grootkruis in de Orde van Burgerlijke Verdienste van Spanje
- Grootkruis in de Dannebrogorde van Denemarken.
- Officier in de Orde van de Heilige Drie-eenheid van Ethiopië.

- Grootkruis in de Ridder in de Kroonorde van België.
- Commandeur in het Legion of Merit van de Verenigde Staten
- Grootkruis in de Orde van Maritieme Verdiensten van Peru.
- Honorair Ridder Grootkruis in de Militaire Divisie van de Meest Excellente Orde van het Britse Rijk,
- Drager van het grootlint van de Ere-Orde van de Palm van Suriname
- Commandeur met het grootkruis (grootkruis) in de Orde van de Poolster van Zweden
- Grootkruis van de Orde van Verdienste van de Bondsrepubliek Duitsland
- Grootkruis in de Nationale Orde van Verdienste van Frankrijk,
- Grootkruis in de Orde van Verdienste van Italië.
- Grootkruis in de Orde van Verdienste van Kameroen.
- Grootkruis in de Orde van Verdienste van Senegal